# Kövér László
Kövér László (Pápa, 1959. december 29. –) magyar jogász, politikus. 1988-ban a Fidesz alapító tagja. 1990-től országgyűlési képviselő, 2010-től az Országgyűlés elnöke, 2012-ben és 2024-ben rövid ideig ügyvezető államfőként látta el a köztársasági elnöki teendőket Schmitt Pál, illetve Novák Katalin lemondása és az új köztársasági elnök megválasztása között. A 2020-as Befolyás-barométer szerint ő Magyarország 14. legbefolyásosabb személye.

## Származása
Édesapja Kövér László (1933–1993) lakatos, édesanyja Ábrahám Erzsébet (1939) adminisztrátor. Apai nagyapja asztalosmesterként dolgozott. Tagja volt az MSZMP-nek. Anyai felmenői a középosztályhoz tartoztak. Testvére, Kövér Szilárd (1964) jogász.

## Pályafutása

### Tanulmányai
Az általános és a középiskolát szülővárosában végezte el, 1978-ban érettségizett a pápai Türr István Gimnázium és Kollégiumban, majd 1986-ban szerzett diplomát az Eötvös Loránd Tudományegyetem Állam- és Jogtudományi Karán.

### A rendszerváltás előtt
1978–79-ben sorkatonai szolgálatot teljesített. 1983-tól a szakkollégiumi mozgalom tagja, 1984-ben a Bibó István Szakkollégium tagja, majd nevelőtanára, emellett a Századvég című folyóirat alapító szerkesztője volt. 1986. február–szeptember között a Magyar Szocialista Munkáspárt (MSZMP) Központi Bizottsága Társadalomtudományi Intézete ifjúságkutató csoportjának segédmunkatársa volt. 1987 és 1988 között Soros-ösztöndíjasként a közép-európai társadalmi mozgalmak kutatásával foglalkozott.
1988 novemberében a frissen alakult Magyarországi Ifjúsági Szervezetek Országos Tanácsa (MISZOT) alelnöke lett a FIDESZ részéről (a másik két alelnök a szintén fideszes Langmár Ferenc, a Kommunista Ifjúsági Szövetség részéről pedig Gyurcsány Ferenc volt). A szervezetben nem választottak elnököt, a kollektív vezetést a választmány látta el.
Egyike volt 1988-ban a Fidesz harminchét alapító tagjának, az egyes számú tagkönyv birtokosa. Vitavezető volt 1988. március 30-án a Bibó István Szakkollégiumban a Fidesz megalakítását eldöntő tanácskozáson. 1988 októberében, a Fidesz I. kongresszusán megválasztották az országos választmány tagjává, ezt a tisztségét a Fidesz II. kongresszusán, 1989. október 15-én erősítették meg.
1990-ig az országos választmány tagja is. Részt vett az Ellenzéki, ill. Nemzeti Kerekasztal-tárgyalásokon.
1989 októberétől 1990 júliusáig volt a Magyar Narancs felelős kiadója. (A lap ezután függetlenné vált.)

### A rendszerváltás után
Az 1990-es országgyűlési választáson pártja és a Szabad Demokraták Szövetsége (SZDSZ) közös jelöltjeként egyéni mandátumot szerzett a pápai választókerületben. 1990 júniusától vezetőségi tagja volt a Nemzetközi Gyermekmentő Szolgálatnak, 1994 végétől pedig az elnöki tisztet is betöltötte.
1990. december 4-étől 1993. április 26-áig a nemzetbiztonsági különbizottság elnökeként dolgozott, 1993-ig annak elnöke volt. Megbízatásáról frakcióvezetővé történő megválasztása miatt lemondott, és mint tag munkálkodott tovább a bizottságban.
1992 februárjában, a párt IV. kongresszusán újra a Fidesz országos választmányának a tagjává választották, majd 1993 novemberében, az V. kongresszuson alelnökké nevezték ki. 1993-ban beválasztották pártja elnökségébe. Egyik kidolgozója volt a párt működési szabályzatának, amely 1993 tavaszán egyebek mellett a felső korhatárt is feloldotta.
1994-ben rövid ideig a Fidesz-frakció vezetője volt. Az 1994. évi országgyűlési választás alkalmával újfent Veszprém megye 3. sz., Pápa központú választókerületében indult, az első fordulóban a negyedik helyen végzett, 13,36%-os eredményt elérve. Ugyanakkor Veszprém megyei listavezető volt, de pártja országos listájának harmadik helyéről szerzett újra mandátumot. Ekkor megválasztották a párt egyik alelnökévé, és ismét a nemzetbiztonsági bizottság tagja lett.
1994. augusztus 30-a és 1995. szeptember 4-e között, majd 1995. december 1-jétől újból a mentelmi, összeférhetetlenségi és mandátumvizsgáló állandó bizottság tagja lett. A bizottságon belül az Európai Unióhoz való csatlakozással foglalkozó albizottság munkájában is részt vett. 1995. szeptember 5-e és november 30-a között az emberi jogi, kisebbségi és vallásügyi állandó bizottságnak volt a tagja.
1996 óta a Magyar Polgári Együttműködés Egyesület elnökségi tagja. 1997 és 1999 között a Fidesz ügyvezető alelnöke.

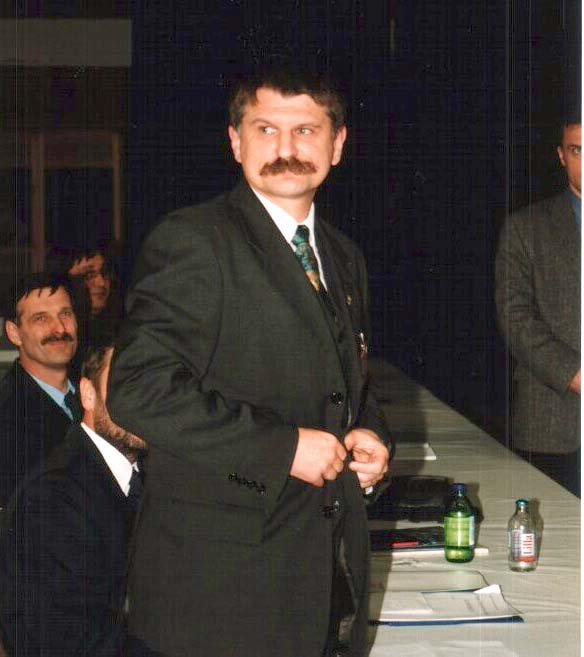
Kövér László a Fidesz – Magyar Polgári Szövetség kongresszusán 2000-ben

1998-ban pártja Veszprém megyei listájáról szerzett országgyűlési mandátumot. Orbán Viktor akkori miniszterelnök a polgári titkosszolgálatokat felügyelő tárca nélküli miniszteri posztjára jelölte, július 8-án tette le a hivatali esküjét. Pozícióját 2000-ig viselte, amikor pártja elnökévé választották. 2001-ben lemondott pártelnöki pozíciójáról, újra a nemzetbiztonsági bizottság tagja lett, a ciklus végéig pedig annak alelnöke. Ugyanezen időszak alatt pártja alelnöke.
A 2002-es országgyűlési választáson újra pártja országos listájáról szerzett mandátumot, a nemzetbiztonsági bizottság elnökévé nevezték ki, frakciójának helyettes vezetője lett. Ugyanebben az évben a Fidesz országos választmányának elnökévé választották, a Fidesz 2003-as átszervezésekor újraválasztották.

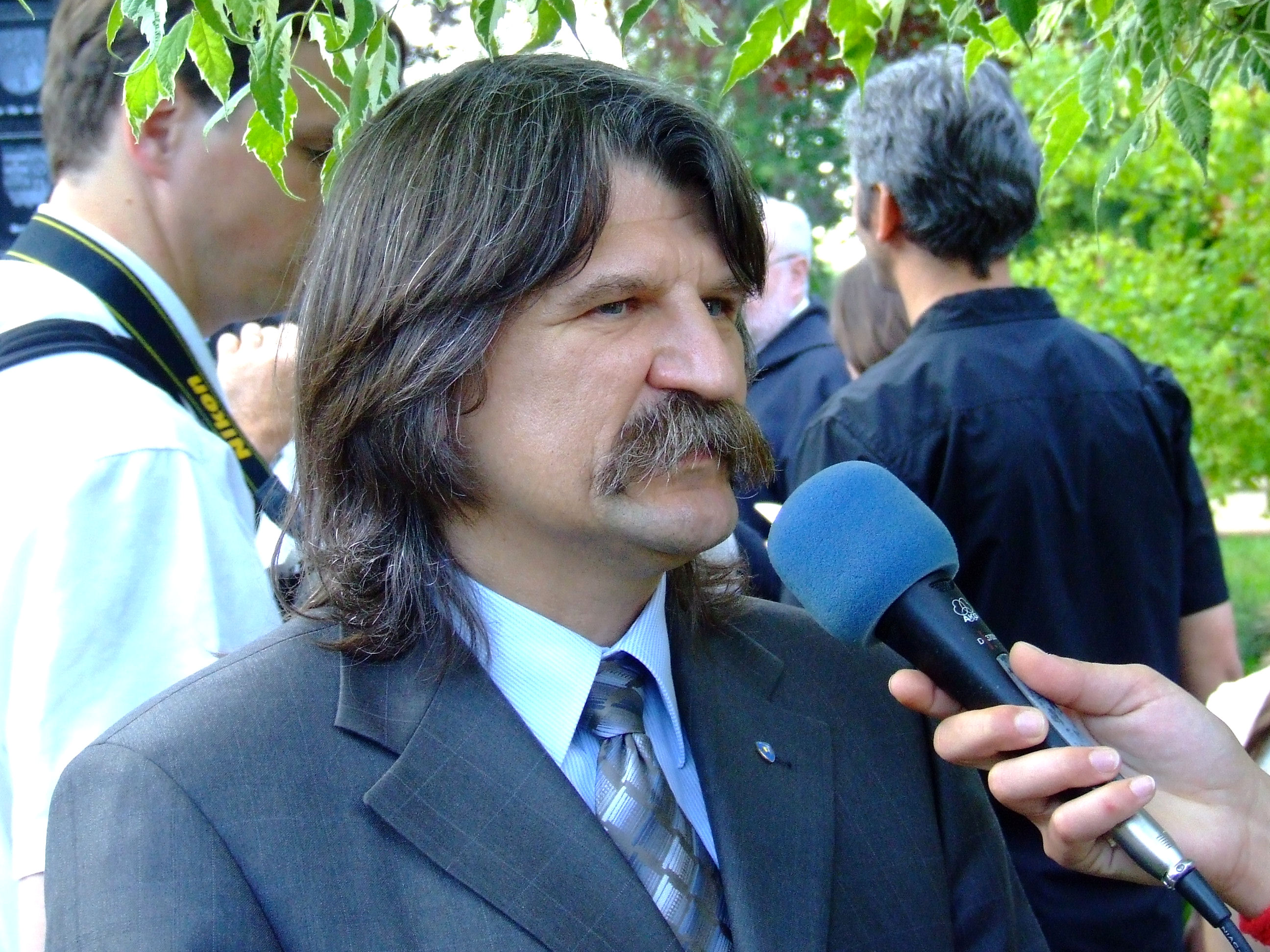
Kövér László 2007-ben

A 2006-os országgyűlési választáson pártja Veszprém megyei listájának éléről jutott be az Országgyűlésbe, ahol a nemzetbiztonsági bizottság tagja és a pártfrakció helyettes vezetője volt. A 2010-es választáson pártja Zala megyei területi listájáról jutott a törvényhozásba, ahol újfent a nemzetbiztonsági bizottság tagja lett, valamint a Fidesz ajánlása alapján beválasztották a honvédelmi és rendészeti bizottságba is.

#### Az Országgyűlés elnökeként
2010 júliusában, miután Schmitt Pált, az Országgyűlés elnökét államfővé választották, az országgyűlésben kétharmados többséggel rendelkező Fidesz őt jelölte házelnöknek, amely tisztségre nagy többséggel választották meg.
2012. április 2-ától, miután a plágiumbotrányba keveredett Schmitt Pál lemondott köztársasági elnöki posztjáról, mint házelnök ügyvezetőként ő látta el az elnöki feladatokat május 10-éig, az új államfő, Áder János megválasztásáig.

## Családja
Nős, felesége 1987 óta Bekk Mária néprajz–történelem szakos középiskolai tanár, jogász, 2004-től Tököl jegyzője, 2013-tól a szigetszentmiklósi járási hivatal vezetője. Gyermekeik: Vajk (1988), Botond (1989), Csenge (1994). Szigetszentmiklóson laknak.

## Kritikák, konfliktusok
2002. március 23-án, az akkori országgyűlési választás kampányában hangzott el Kövér László elhíresült mondata, melyet azóta a köteles beszéd néven emlegetnek: „Sokan vannak ma Magyarországon olyanok, akik nem tudnak örülni a kormány intézkedéseinek. Ezért azt ajánlom nekik: vegyenek egy kalapácsot, egy szöget és egy kötelet, menjenek le az alagsorba, és a szögre, vagy ha találnak jó gerendát, akkor arra kössék fel magukat.”
Több ízben tiltott ki újságírókat a Parlamentből. Egy alkalommal a 444.hu-t, mivel a szerkesztőség munkatársai szerinte többször is megszegték az országházi sajtótudósítás rendjét. 2017 áprilisában kitiltotta az Országház épületéből Tordai Bencét, mivel szerinte a Párbeszéd Magyarországért párt szóvivője azzal, hogy a miniszterelnök dolgozószobájának ajtajára plakátokat helyezett el, megsértette az Országházban való tartózkodás rendjét. Házelnöki regnálása alatt folyamatosan szűkítette az országgyűlési sajtótudósítók mozgásterét.
2020 áprilisában az ellenzék szexizmussal vádolta Kövért, aki a Hír TV műsorában úgy nyilatkozott: „Én szánalommal tekintek ezekre a képviselőkre, különösen azokra, akiknek a személyi száma 2-vel kezdődik, amikor olyan helyzetbe keverik magukat, amilyenbe Szabó Tímeának is sikerült legutóbb. Nincs annál elszomorítóbb, mint amikor egy gyűlölettől eltorzult női arcot lát az ember férfi létére.” Kövért már korábban is érte hasonló bírálat, amikor 2015-ben a Fidesz kongresszusán kijelentette: „Szeretnénk, ha lányaink az önmegvalósítás legmagasabb minőségének azt tartanák, ha unokákat szülnének nekünk.” Novák Katalin családügyi államtitkár, bár Kövért nem kritizálta, így reagált: „Senkinek nem mondhatjuk, nem is mondjuk meg, hogyan éljen, hány gyermeket és mikor vállaljon”.
Rendszeresen kritizálták ülésvezetési gyakorlatát, mert a tárgyalás rendjét megzavaró képviselőket magas pénzbüntetésekkel sújtotta. Így 2020 februárjában 2 millió forintra büntette Hadházy Ákost, és egy napra kitiltotta a Parlamentből, 2021 júliusában pedig 9,6 millió forintos pénzbüntetést szabott ki Jakab Péterre. 2022-ben Hadházy Ákos és két jobbikos képviselő eskütételét tette lehetetlenné Kövér, akiket így kitiltott az Országház épületéből, lehetetlenné tette képviselői munkájukat, és megakadályozta, hogy a képviselői juttatásukhoz hozzájussanak. 